# ОМЛ-3М
ОМЛ-3М — одноканальный осциллограф с полосой пропускания канала вертикального отклонения 5 МГц, диагональ экрана ЭЛТ — 50 мм (2,0 дюйма). Имеет вход внешнего запуска и синхронизации развёртки.
Из-за своей доступности и низкой цены был достаточно широко распространён среди радиолюбителей. Выпускался Саратовским производственным объединением им. С. Орджоникидзе (сейчас это ОАО «Саратовский электроприборостроительный завод им. С. Орджоникидзе»). Предыдущими моделями были осциллографы ОМЛ-2М и до этого — ОМЛ-2-76.

## Характеристики
Осциллограф малогабаритный, любительский ОМЛ-3М имеет следующие технические характеристики:
- Длительность исследуемого импульса: от 0,1 мкс до 0,1 с, размах от 10 мВ до 300 В;
- Диапазон частот наблюдаемых периодических сигналов: от 3 Гц до 5 МГц[3];
- Амплитуда исследуемых сигналов: от 10 мВ до 150 В;
- Измеряемые временны́е интервалы: от 0,4 мкс до 0,2 с;
- Погрешность измерения амплитуд импульсных сигналов в диапазоне их изменения от 20 мВ до 150 В — не более 15 %.
- Погрешность измерения временны́х интервалов в диапазоне от 0,4 мкс до 0,2 с при величине изображения по горизонтали от 4 до 6 делений — не более 15 %.
- Питание от сети переменного тока напряжением 220 В ± 10 %, 50 Гц;
- Потребляемая мощность: 30 Вт.
- Максимальная продолжительность непрерывной работы: 8 часов.

## Недостатки
Несмотря на достаточную надёжность, радиолюбители сообщали о некоторых недостатках изделия, в частности, неудобный переключатель длительности развёртки. Кроме того, выносной щуп может быть неудобен и небезопасен при работе с большими напряжениями.